# Reinaldo Navia
Reinaldo Marcelino Navia (Quilpué, 10 mei 1978) is een Chileens profvoetballer die sinds 2011 onder contract staat bij de Chileense club Ñublense. Hij speelt als aanvaller, en was geruime tijd actief in de Mexicaanse profcompetitie.

## Clubcarrière
Navia speelde namens LDU Quito als invaller mee in de finale van het WK voor clubteams in 2008, toen de ploeg uit Ecuador met 1-0 verloor van het Engelse Manchester United.

## Interlandcarrière
Navia speelde veertig interlands voor het Chileens voetbalelftal, en maakte tien doelpunten in de periode 1999-2007. Hij maakte zijn debuut op 17 februari 1999 in de vriendschappelijke uitwedstrijd tegen Guatemala (1-1) in Guatemala Stad. Hij viel in dat duel na 88 minuten in voor Manuel Neira. Navia nam met Chili tweemaal deel aan de Copa América (2001 en 2007), en won in 2000 met zijn vaderland de bronzen medaille bij de Olympische Spelen in Sydney. Hij vormde bij dat laatste toernooi een succesvol aanvalsduo met Iván Zamorano.
Op 11 juli 2007 werd Navia door de Chileense voetbalbond voor twintig interlandduels geschorst wegens een vermeend drinkgelag voorafgaand aan de kwartfinale tegen Brazilië bij de strijd om de Copa América 2007. Dat duel ging met 6-1 verloren, tot woede van het thuisfront. Behalve Navia kregen ook Jorge Vargas, Rodrigo Tello, Pablo Contreras, Jorge Valdivia en Álvaro Ormeño een schorsing opgelegd. Vargas zei nog voor de afgetekende nederlaag tegen Brazilië dat alle berichten overdreven waren: "We hebben alleen wat gedronken in het hotel, niet meer dan dat. We zijn niet in een ruzie beland en zijn niet de stad ingegaan."
Later dat jaar, op 7 december 2007, maakt de Chileense voetbalbond bekend de straf van Vargas, Contreras, Tello, Valdivia en Navia te hebben gehalveerd, nadat zij publiekelijk hun excuses hadden aangeboden. Over Ormeño deed de bond geen mededeling.

## Erelijst
| Logo van de Olympische Spelen | Goud | Zilver | Brons | Logo van de Olympische Spelen |
|                               | 0    | 0      | 1     |                               |